# Langues en Norvège
Les langues en Norvège se divisent entre le norvégien avec ses deux variantes officielles : bokmål et nynorsk, et les langues parlées par les minorités : les langues sames (same du Nord, same du Sud et same de Lule), officielles dans neuf municipalités, et le kvène officielle dans une. Le finnois est également parlé.

## Norvégien
Le norvégien, langue germanique, a pour racine historique le vieux norrois, qui était pratiqué depuis le Moyen Âge dans les pays scandinaves (Suède, Danemark, Islande et Norvège). Le norvégien actuel se compose en réalité d'un grand nombre de dialectes, et de deux langues écrites officielles : le bokmål (littéralement « langue des livres »), héritier du riksmål (ou « langue du royaume »), c'est-à-dire du dano-norvégien élaboré pendant la longue période de domination danoise, et le nynorsk (ou « néo-norvégien »), héritier du landsmål ou « langue des campagnes » (on peut aussi traduire landsmål par « langue nationale »). Elles sont officiellement égales, les deux étant utilisées dans l'administration publique, aux écoles, dans les églises, à la radio et à la télévision, mais le bokmål est utilisé par une grande majorité de la population (entre 85 et 90 %).
Cette scission en deux formes écrites s'est produite au moment de l'indépendance de la Norvège, sous l'influence des travaux du linguiste Ivar Aasen qui avait réalisé un relevé particulièrement étendu des différents dialectes norvégiens du XIXe siècle. La Norvège acquit son indépendance vis-à-vis de la Suède à la fin de ce siècle. Après une période de romantisme patriotique effréné, certains voulurent imposer un retour aux sources, c'est-à-dire à un norvégien « originel » des campagnes ; mais les diverses institutions ne purent suivre ce mouvement, toutes leurs archives étant rédigées en danois. Cette tension explique la coexistence, aujourd'hui, de deux formes écrites.
Actuellement, le bokmål est plus répandu dans le sud et dans l'est de la Norvège (les régions les plus urbanisées), alors que le nynorsk se rencontre dans les montagnes de l'ouest et dans le nord (les régions rurales).
Bien que le bokmål et le nynorsk soient les langues de l'écriture, la plupart parlent dans la vie de tous les jours un ou plusieurs dialectes qui peuvent différer grandement de ceux-ci. Les dialectes norvégiens sont en général mutuellement intelligibles.
Le norvégien est très similaire à d'autres langues scandinaves, particulièrement le suédois et le danois. Ces trois langues sont mutuellement compréhensibles et souvent utilisées par les habitants de ces pays pour communiquer entre eux. La coopération avec le Conseil nordique implique que les habitants de tous les pays nordiques, y compris l'Islande et la Finlande, ont le droit de communiquer avec le gouvernement norvégien dans leur propre langue (et vice-versa).
Les enfants norvégiens de parents immigrés sont encouragés à apprendre la langue norvégienne. En outre, le gouvernement norvégien offre des cours de norvégien aux immigrants souhaitant devenir citoyens.

## Langues sames
Plusieurs langues sames (de la famille des langues finno-ougriennes) sont parlées et écrites partout dans le pays, particulièrement dans le nord, par les Saami. L'État reconnaît ces langues comme officielles ; les autochtones ont le droit d'avoir de l'enseignement en langue same où qu'ils soient dans le pays, et les actions du gouvernement leur sont communiquées dans les diverses langues sames.

## Kvène
Il existe également une minorité kvène dans le nord parlant kvène, une langue finno-ougrienne.

## Langues immigrantes
En 2015, 16 % de la population norvégienne est issue de l'immigration dont 13 % sont nés à l'étranger et 3 % sont nés en Norvège de parents d'immigrés. Parmi les langues les plus parlées par les immigrants on trouve le polonais qui est parlé par 2 % de la population du pays ; aucune autre langue d'immigration ne représentant 1 % ou plus de la population du pays.

## Éducation
Le taux d'alphabétisation était en 2011 de 100 % selon l'USDS.

### Langues étrangères enseignées
Les principales langues enseignées à l'école en tant que langue étrangère sont l'anglais, l'espagnol, l'allemand, le français et le russe. On trouve également des cours de russe dans certaines écoles, particulièrement des grandes villes. Au moins trois quarts des citoyens norvégiens, surtout les plus jeunes, savent parler l'anglais. L'anglais est appris dès la maternelle, mais toutefois, souvent, une partie des personnes âgées de plus de 60 ans ne connait pas la langue. L'anglais est souvent utilisé dans l'administration par les étrangers (Somaliens, Nigérians, Pakistanais, Indiens...).
Les langues étrangères les plus étudiées en pourcentage d’élèves qui les apprennent dans l’enseignement secondaire inférieur (CITE 2) en 2009/2010 sont les suivantes, :
| # |
| - |
| 1 |
| 2 |
| 3 |
| 4 |
| - |

| Langue   | %     |
| -------- | ----- |
| Anglais  | 100,0 |
| Espagnol | 30,1  |
| Allemand | 24,1  |
| Français | 13,4  |
| Russe    | 0,1   |

Les langues étrangères les plus étudiées en pourcentage d’élèves qui les apprennent dans l’enseignement secondaire supérieur (CITE 3) d’orientation générale et préprofessionnelle/professionnelle en 2009/2010 sont les suivantes :
| # |
| - |
| 1 |
| 2 |
| 3 |
| 4 |
| - |

| Langue   | %    |
| -------- | ---- |
| Anglais  | 47,0 |
| Espagnol | 10,1 |
| Allemand | 8,7  |
| Français | 5,2  |
| Russe    | 0,0  |

Au niveau CITE 3, dans l’enseignement secondaire supérieur général, l'apprentissage des langues étrangères peut être interrompu, ce qui peut expliquer ces moyennes relativement faibles.
Les pourcentages d'élèves étudiant l'anglais, le français, l'allemand, l'espagnol et le russe dans l’enseignement secondaire supérieur (niveau CITE 3) d’orientation générale en 2009/2010 sont les suivants :
| # |
| - |
| - |
| - |
| - |
| - |
| - |

| Langue   | %    |
| -------- | ---- |
| Anglais  | 43,5 |
| Espagnol | 21,8 |
| Allemand | 18,8 |
| Français | 11,2 |
| Russe    | 0,1  |

Les pourcentages d'élèves étudiant l'anglais, le français, l'allemand, l'espagnol et le russe dans l’enseignement secondaire supérieur (niveau CITE 3) d’orientation préprofessionnelle/professionnelle en 2009/2010 sont les suivants :
| # |
| - |
| - |
| - |
| - |
| - |
| - |

| Langue   | %    |
| -------- | ---- |
| Anglais  | 50,0 |
| Espagnol | 0,1  |
| Allemand | 0,0  |
| Français | 0,0  |
| Russe    | 0,0  |